# 日本國鐵30系電力動車組
JNR30系電車是日本國鐵前身鐵道部於1926年（大正15年）至1928年（昭和3年）製造的車體長17米、三門長座式舊式電車的總稱，是鐵道部製造的第一輛鋼製電車。
具體而言，是指三等管制動力車摩哈30型（30001～30205）、二等拖車薩羅35型（35001～35008）、三等拖車薩哈36型（36001～36045）3種類型的258輛車。最初製造時分別稱為德哈73200型、薩羅73100型、薩哈73500型，但由於1928年10月車輛類型命名規則修訂，因此更改為上述類型。